# Liman Tsokour
Le liman Tsokour (en russe Цокур лиман, Tsokour liman) est un liman de Russie situé en bordure de la mer Noire, connecté avec le Liman de Kourtchanskaïa. Il se trouve dans la péninsule de Taman, entouré d'autres limans, d'Akhtanizovskaïa, de Kiziltach, de Kourtchanskaïa, de Starotitarovskaïa, de Vitiazevo, ainsi que la baie de Taman. Les villes de Vinogradny et Vychesteblievskaïa se trouvent sur son rivage.